# مدجای
مِدجای (همچنین مَدجای، مجای ّو مازوی، مصری mḏꜣ.j ، یک nisba از mḏꜣ) یک نام گمشده است که در بسیاری از  زبان‌های آفروآسیایی به کار رفته است و ابتدا به یکی از کوچ‌نشینان نوبیا اشاره داشت اما بعدها اصطلاحی عمومی شد برای مأموران انتظامی بیابانگرد.

## ریشه ها

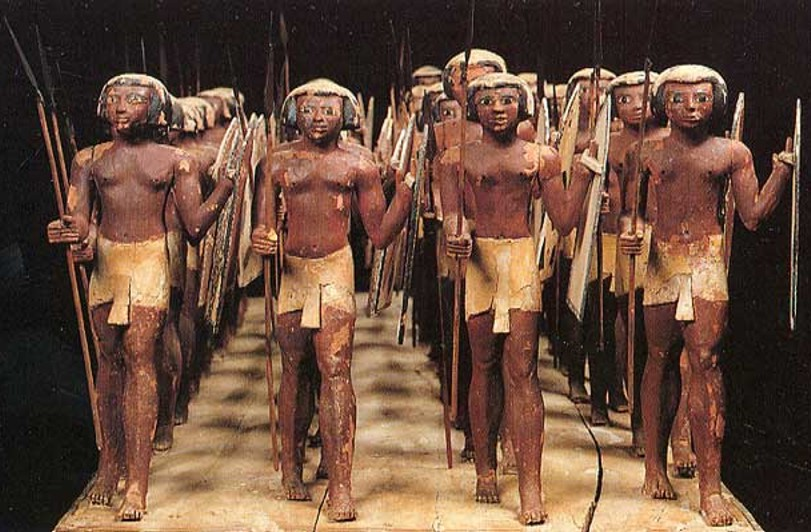
تندیس‌هایی از مدجای‌ها

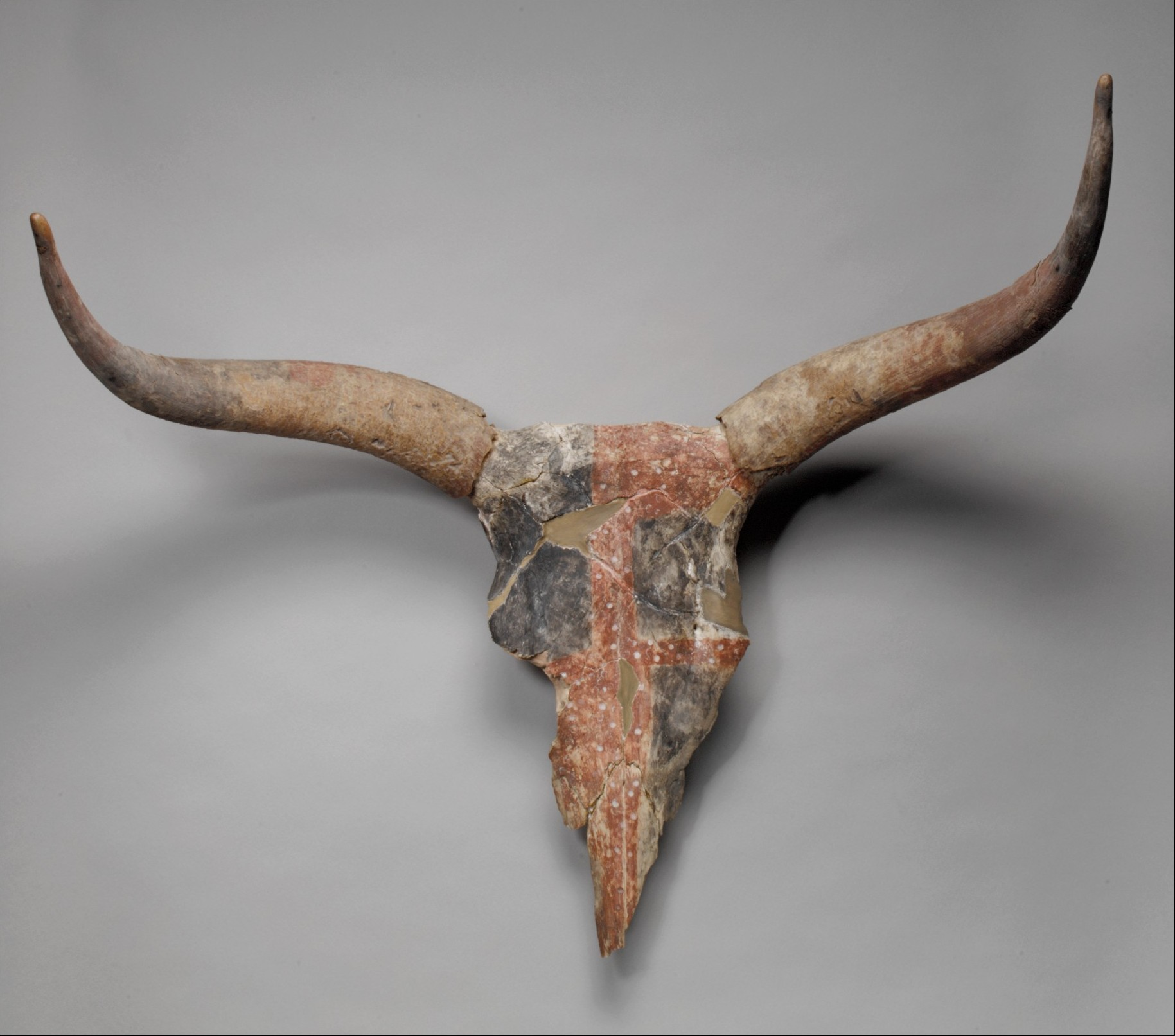
جمجمه‌ی گاو نر رنگ آمیزی شده که در گِرد گور یافت شده است، مربوط به دوره‌ی دوم میانه

در باستان‌شناسی، فرهنگ گِرد گور عموماً مدجای‌ها را در بر می‌گیرد. این فرهنگ به خاطر داشتن گورهای دایره شکل در نوبیای سفلی و مصر علیا، بدین نام شناخته می‌شود و مربوط به اواخر پادشاهی میانه و دوره میانه‌ی دوم (۱۸۰۰-۱۵۵۰ قبل از میلاد) می‌باشد. ظهور ناگهانی این گورها در دره نیل نشان می دهد که احتمالاً جمعیتی مهاجر بوده‌اند. همچنین وجود پوسته‌های نِریتا در بسیاری از آن‌ها نشان می دهد که سرنشینان آنها از صحرای شرقی، بین نیل و دریای سرخ بدانجا رهسپار شدند. دیگر چیزی که مکرراً در این گورها یافت شده، جمجمه‌های نقاشی‌شده‌ی حیوانات مختلف شاخدار است، که یا به صورت دایره‌شکل در اطراف گودال دفن شده و یا در گودال هایی جداگانه قرار دارند.
اولین اشاره به مدجای‌ها در سوابق مکتوب، به پادشاهی کهن بازمی‌گردد. خودزندگینامه‌ی وِنی آن‌ها را میان سایر اقوام معرفی می‌کند. همچنین اشاره می‌کند که در آن زمان یک ژنرال تحت فرمان پپی یکم (۲۳۳۲–۲۲۸۷ قبل از میلاد) بر آن‌ها حکومت می‌کرد. در این زمان اصطلاح مدجای به افرادی از سرزمین مدجا گفته می‌شد، منطقه‌ای که تصور می‌شود جایی در شرق مروارید دوم نیل (یکی از شخصیت‌های باستانی که مصریان به نیل داده بودند و امروز در سودان قرار دارد) در نوبیا واقع شده باشد. فرمانی از دربار پپی اول یافت شده که در آن از مقامات مختلفی یاد شده، از جمله ناظران مدجا، ایرت‌جت و ساتجو، که نشان می دهد مدجا حداقل تا حدی تحت سلطه دولت مصر بوده است. از زمان آلن گاردینر، روایت رایج این است که مدجای‌ها یک گروه قومی خاص هستند. ولی کارهای اخیر نشان می‌دهد که این اصطلاح در ابتدا مصداق مصر بوده، و کسانی که به عنوان مدجای شناخته می‌شوند ممکن است خودشان را از یک قوم واحد نمی‌دانستند و قطعاً یک کشور واحد نبوده‌اند. 
گزارش های نوشته شده از پادشاهی میانه مانند سمنا دسپچز، مدجای را به عنوان مردم عشایر صحرا توصیف می کنند. منابع مصری در تمایز بین مردم نِهِسی به طور کلی و مدجای تا بخش دوم پادشاهی میانه ناسازگار هستند. سنوسرت سوم، حکمی داد که طبق آن مردم نهسی در شمال سِمنا (۱۵ کیلومتری وادی حلفا) از مهاجرت منع شدند. در این هنگام بالاخره دولت شروع به تمایز میان مدجای‌ها و نهسی‌ها کرد. لیزکا این فرضیه را مطرح می‌کند که ممکن است انگیزه‌ای برای مردم ایجاد کند که شاید این خود انگیزه‌ای بوده که مدجای‌ها را به عنوان یک قوم شناسانده است. 
آن‌ها همچنین بعضی اوقات به عنوان سرباز استخدام می‌شدند. در طول دوره دوم میانی، آن‌ها حتی در نبرد میان کاموسه علیه هیکسوس‌ها شرکت داشتند و در تبدیل مصر به یک نیروی نظامی نقش داشتند.

## نیروی انتظامی

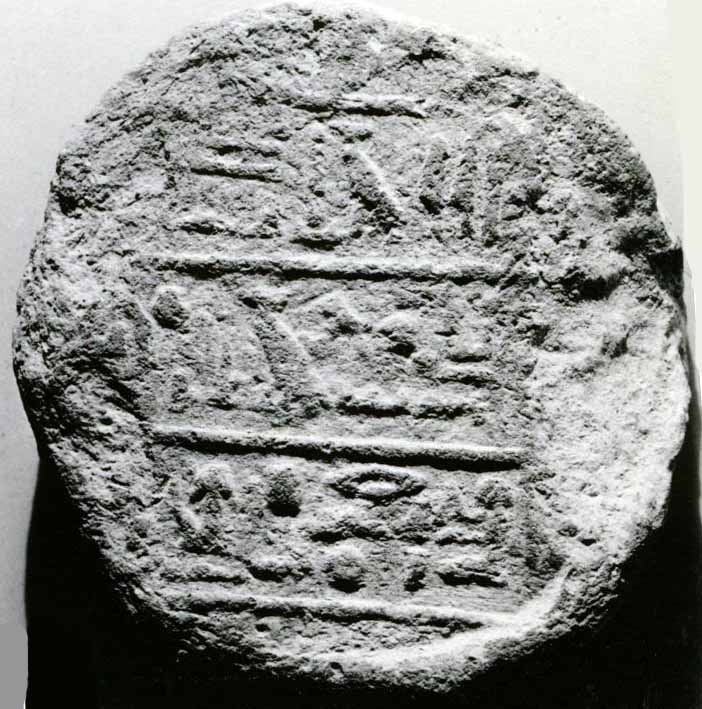
مخروط مدفون پنره، رئیس سلسله‌ی هجدهم مدجای

در سلسله‌ی هجدهم در پادشاهی جدید، نام مدجای به نیروهای پلیس شبه نظامی زبده تعلق گرفت. دیگر این اصطلاح به یک گروه قومی گفته نمی‌شد و با گذشت زمان معنای جدیدی به خود گرفت و با پلیس به طور کلی مترادف شد. مدجای‌ها، به عنوان یک نیروی زبده، اغلب برای محافظت از مناطق باارزش، به ویژه مناطق مورد علاقه‌ی فرعون‌ها مانند پایتخت، گورستان‌های سلطنتی و مرزهای مصر استفاده می‌شد. اگرچه آن‌ها بیشتر به خاطر محافظت از کاخ‌ها و مقبره‌های سلطنتی در تبس و مناطق اطراف شهرت دارند، اما از مدجای‌ها در سراسر مصر سفلی و علیا استفاده می‌شده است و هر منطقه کاپیتان‌های خاص خود را داشت. رؤسای مدجای توسط پادشاهی جدید نیز شناخته شده‌اند اما این عنوان بیشتر به کسی گفته می‌شود که سازنده‌ ساختمان و تولید کننده‌ مصالح ساختمانی باشد.
در ابتدا، این گروه فقط از نژاد مدجای و افراد تبار آن گروه قبیله‌ای باستان تشکیل شده بود اما با گذشت زمان بیشتر مصری‌ها شغل خود را تغییر دادند. مدارک نشان می‌دهد که سران و سرداران مختلف مدجای نام مصری داشتند و به صورت آن‌ها تصویر می‌شدند. دلیل به وقوع پیوستن این تغییرات مشخص نیست، اما فرض بر این است که به دلیل زبدگی مدجای‌ها، مصری ها تصمیم گرفته‌اند به آنها بپیوندند. 

## مرگ
پس از دودمان بیستم، اصطلاح مدجای دیگر در مکتوبات مصری یافت نمی‌شود. معلوم نیست که آیا مدجای به عنوان یک حرفه از بین رفته است، و یا نام نیروهای انتظامی تغییر کرده است. با این حال، حدس و گمان‌هایی وجود دارد که ممکن است گروهی از مردم به که به نام مِدِد معرفی شدند و در طول قرن‌های چهارم و پنجم قبل از میلاد علیه پادشاهی کوش جنگیده‌اند، همان مدجای‌ها بوده باشند.

## در فرهنگ عامه
در فیلم مومیایی (۱۹۳۲)، از مدجای‌ها به عنوان محافظان شخصی فرعون ستی یکم در مصر باستان نام برده می‌شود. آن‌ها همچنین در بازسازی فیلم مومیایی (۱۹۹۹) و دنباله‌اش بازگشت مومیایی (۲۰۰۱) حضور دارند.
در سال ۲۰۱۷، بازی ویدیویی اساسینز کرید: ریشه‌ها، بایِک، قهرمانِ اصلیِ و آخرین مدجای معرفی می‌شود. او در طول قرن اول قبل از میلاد، در مصر به عنوان کلانتر عمل می کند. 